# Jean Joseph Rivalland
Jean Rivalland, né à Foulayronnes le 7 novembre 1893 et décédé à Évian le 4 septembre 1965, est un militaire français. Il entre dans la haute-administration française durant le régime de Vichy.

## Biographie
Ami de Xavier Vallat, rencontré durant ses études, et proche de l'Action française dans l'entre-deux-guerres, Adelin Pascal Jean Joseph Rivalland devient officier d'infanterie coloniale. Il fait campagne au Proche-Orient, puis en Afrique du Nord et, après son mariage, bifurque dans l'Intendance.
En 1940, au moment de l'armistice, il est colonel. Sous le régime de Vichy, il est nommé contrôleur adjoint de l'administration de l'armée, puis secrétaire général à la Police du 18 septembre 1941 au 18 avril 1942 dans le Gouvernement Darlan. C'est René Bousquet qui lui succédera dans cette fonction. Il est ensuite nommé préfet de la Drôme puis des Bouches-du-Rhône. Il est toujours en poste à Marseille le 3 janvier 1943, lorsque deux attentats tuent des officiers et soldats allemands, faisant suite à d'autres explosions meurtrières en décembre 1942. Des explosions « lourdes de conséquences », pour reprendre les termes des occupants. Dans les heures qui suivent les attentats de début janvier, Rivalland, est convoqué à l'hôtel de Noailles, où l'état-major allemand est installé. Les autorités militaires allemandes lui ordonne de dresser une liste d'otages. Rivalland s'y refuse et ajoute que le seul otage qu'il accepte de nommer est lui-même. Les Allemands, irrité par son intransigeance, déclarent l'état de siège et annoncent que la police de Marseille passe sous le contrôle direct des SS.
Quelques jours plus tard, une note de l'ambassadeur allemand Otto Abetz à Pierre Laval exige le départ de Rivalland, ce qui est officialisé le 9 janvier. Pour autant, des représailles allemandes sont organisées dans la cité phocéenne : c'est la rafle de Marseille, les 22, 23 et 24 janvier 1943, et l’expulsion totale d’un vieux quartier de la ville, puis sa destruction, au nord du Vieux-Port. L'opération est menée par les Allemands, accompagnés de la police nationale, avec des effectifs venus notamment de Paris et dirigés par René Bousquet. Rivalland part se mettre au vert dans sa propriété savoyarde. Il est nommé quelques semaines plus tard conseiller-maître à la Cour des comptes, puis contrôleur général de l'administration de l'armée française.
Après la guerre, brièvement incarcéré à la Libération, il devient professeur à l'École nationale d’administration (ENA) de 1946 à 1956, chargé de mission au ministère de la Défense, délégué du ministre pour l'administration de l'armée de terre, et président de chambre à la Cour des Comptes.
Il a reçu la Francisque.

## Décorations
- Grand officier de la Légion d'honneur

Médailles :
- Croix de guerre 1914-1918
- Croix de guerre des Théâtres d'opérations extérieurs
- Ordre de la Francisque, décerné par le régime de Vichy